# Джада Фаєр
Джа́да Фа́єр (англ. Jada Fire; нар. 1 вересня 1976 року, Лос-Анджелес, Каліфорнія, США) — американська порноакторка, еротична модель та акторка.

## Нагороди
- 2007 AVN Award — Найкраща анальна сцена — Manhunters[5]
- 2009 Urban X Award — Найкраще анальне виконання [6]
- 2010 Включена до Залу слави XRCO [7]
- 2011 Включена до Залу слави AVN [8]
- 2011 Urban X Award — Найкраще анальне виконання [9]